# Супрасл
Супрасл (пољ. Supraśl) град је у Пољској у Војводству подласком. По подацима из 2012. године број становника у месту је био 4673.

## Становништво
| 2012. |
| ----- |
| 4.673 |